# Příbor
Příbor es una ciudad ubicada al nordeste de la histórica Moravia, al pie de los Beskides en la Moravia-Silesia de la República Checa. También conocida como Freiberg in Mähren en alemán. La primera mención refiere a partir del año 1251.

## Personas destacadas
- Bertold Bretholz – historiador, editor, archivář.
- Bonifác Buzek – filósofo.
- Sigmund Freud — padre del psicoanálisis.
- Jan Gillar – arquitecto.
- Gregor Wolný – benedictino, historiador.

## Galería

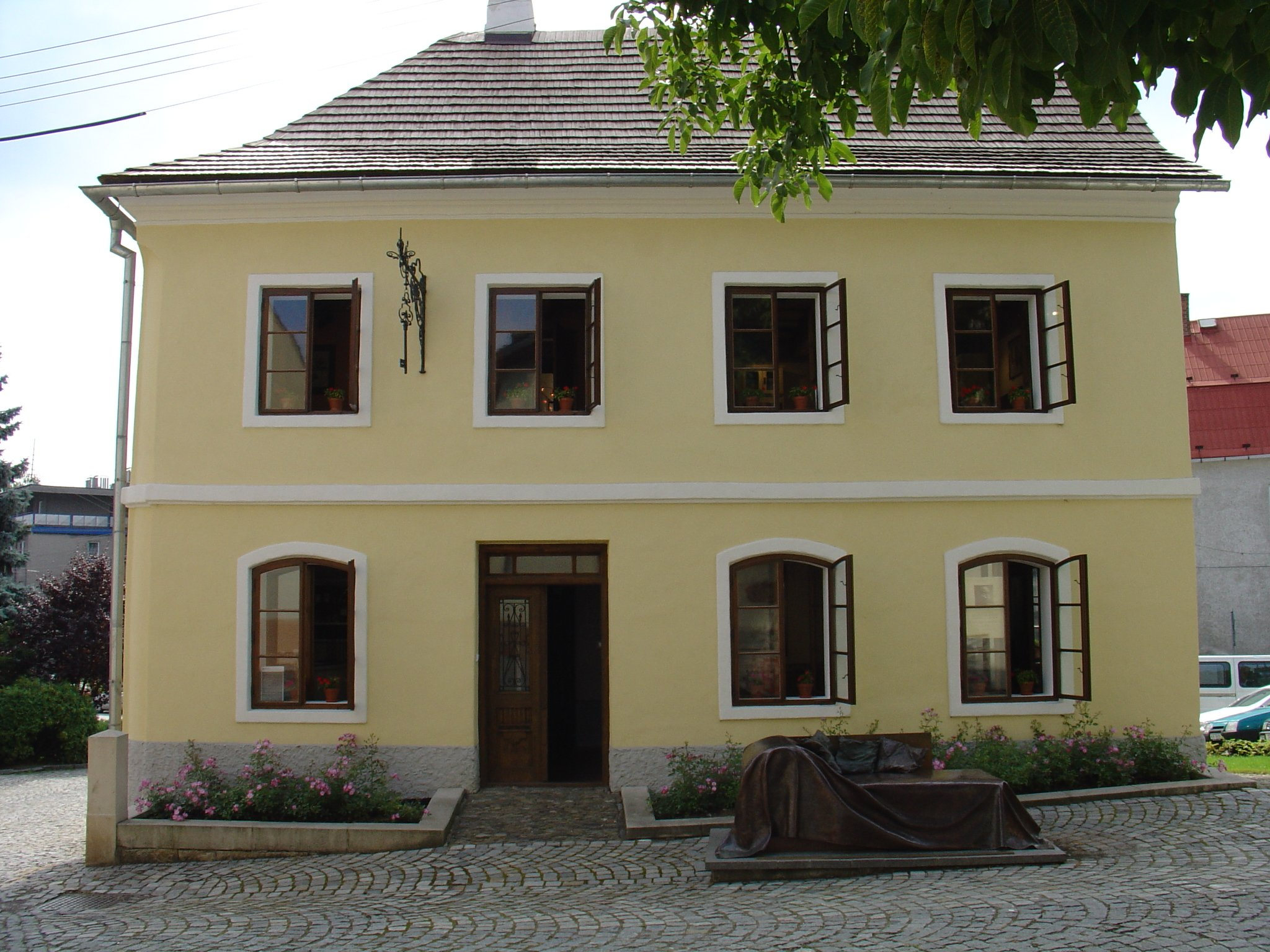
Casa natal de Sigmund Freud
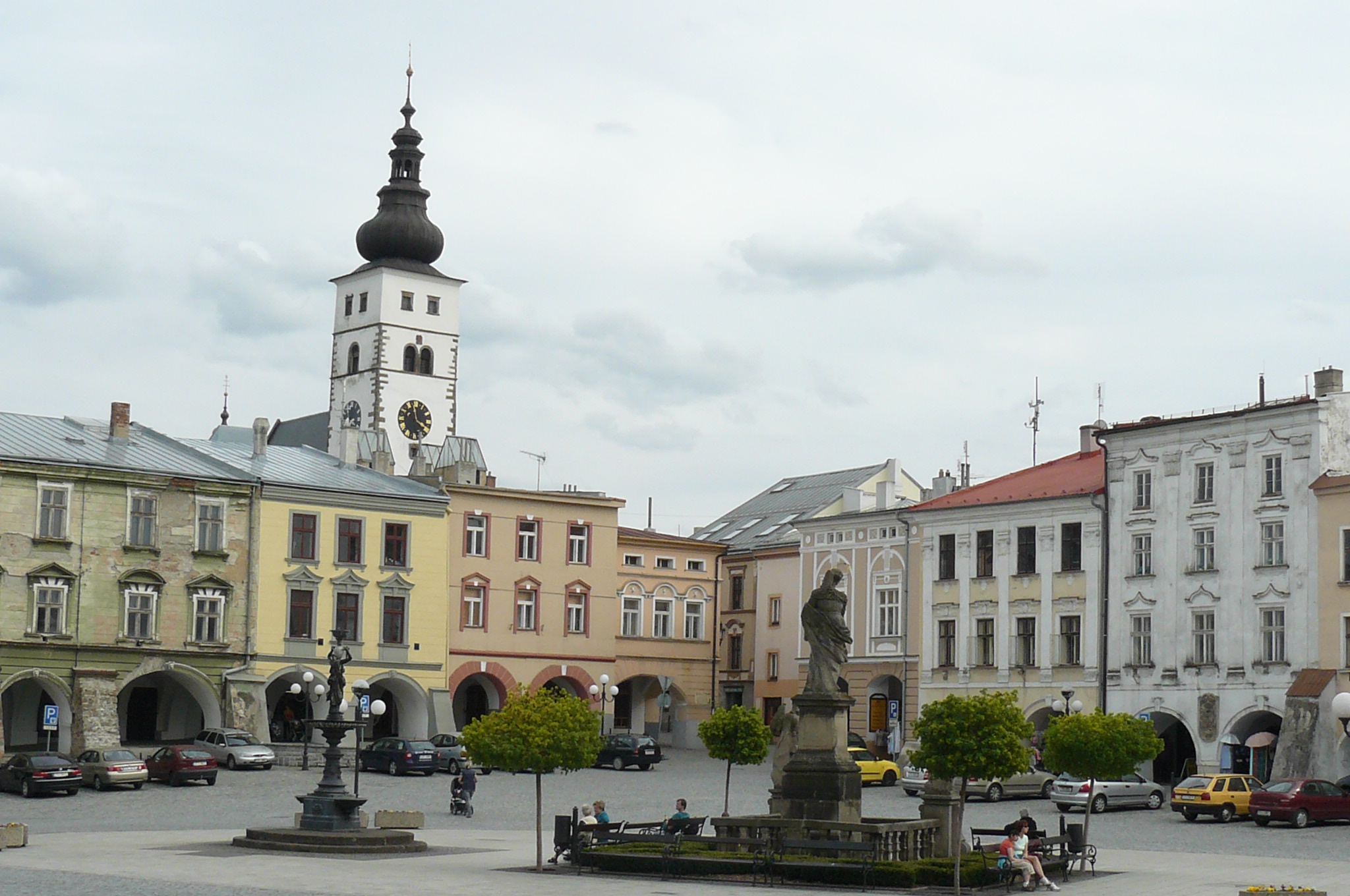
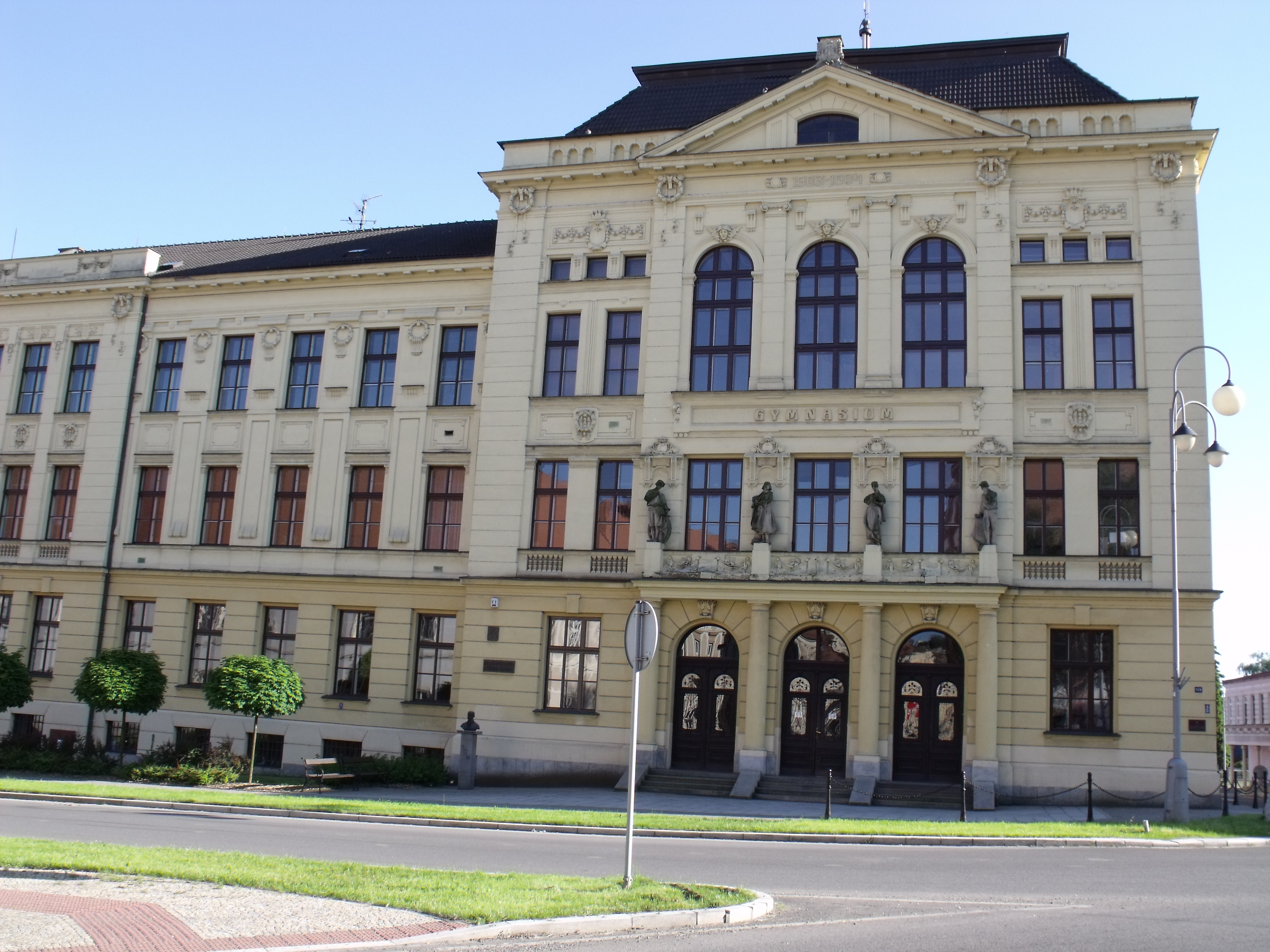
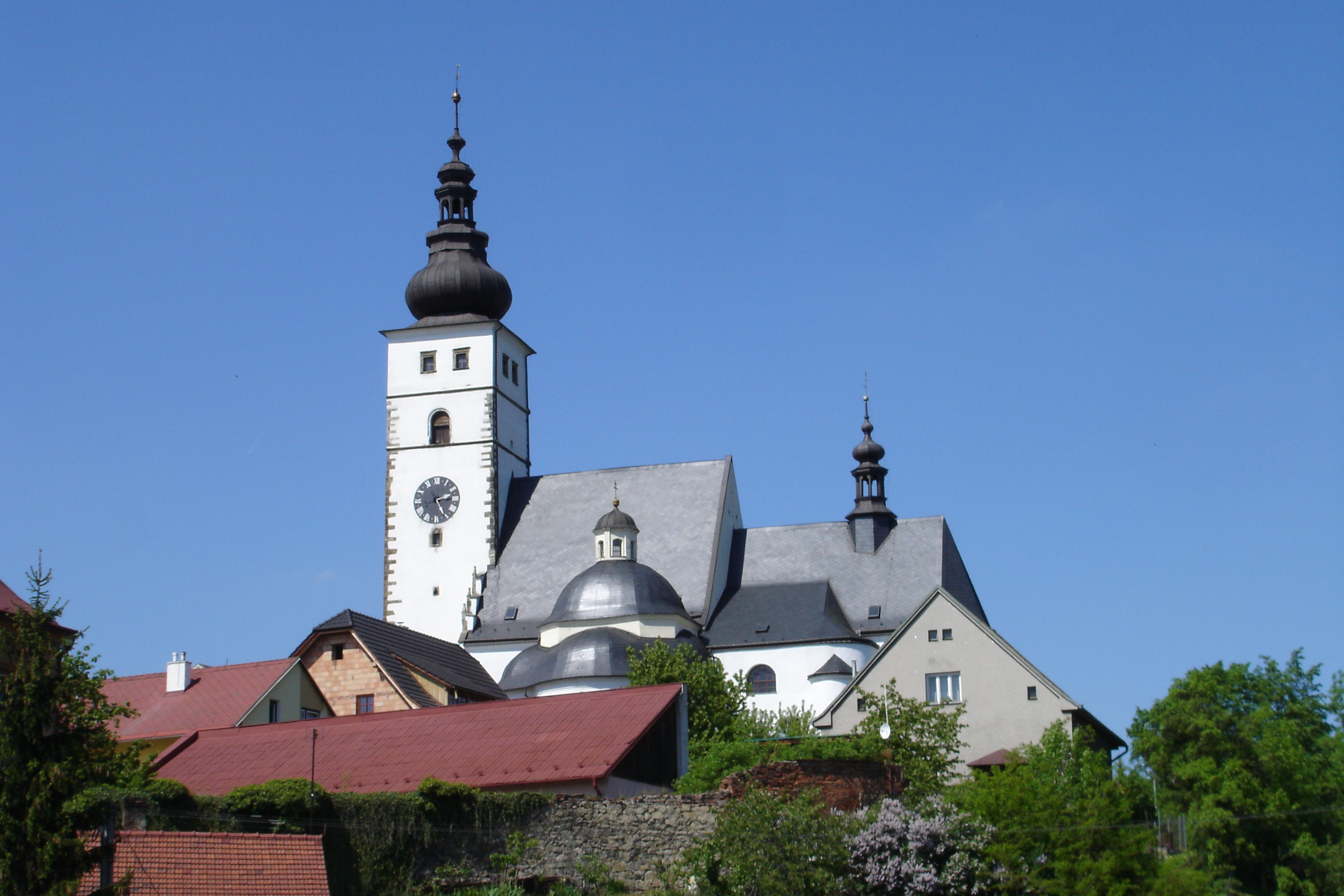
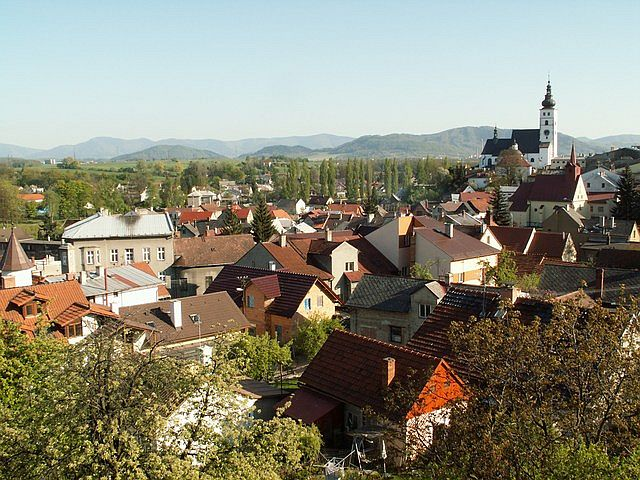